# Trichogramma itsybitsi
Trichogramma itsybitsi är en stekelart som beskrevs av Pinto och Stouthamer 2002. Trichogramma itsybitsi ingår i släktet Trichogramma och familjen hårstrimsteklar. Inga underarter finns listade i Catalogue of Life.